# 河仙镇
河僊鎮（越南语：／）是越南阮朝初期的一個鎮，主要包括今越南堅江省、金甌省和後江省南部，以及柬埔寨白馬省、西哈努克省和貢布省沿海地區。

## 历史
河仙鎮前身是柬埔寨的邊班迭密省。邊班迭密省實行雙頭政治制度，有高棉人及華人二名長官，高棉人長官駐紮班迭密，統治高棉人；華人長官駐紮河僊，統治華人及越南人。
河仙的高棉語名字是「邊」（ 發音：[piəm]），意思是「港口」或「河口」。，最早的華人移民將其稱為「柴末」，1679年，柬埔寨國王委派中國明朝遺民鄚玖擔任此地的屋牙，率領華僑來到這裡進行開發。因該地相傳常有僊人出沒於河上，故而鄚玖將其漢字名字確定為「河僊」。泰國史料將河僊鎮稱為普泰瑪（泰語： 發音：[pʰut̚˦˥.tʰaj˧.maːt̚˥˩]，Phutthaimat）或班泰瑪（ 發音：[ban˧.tʰaːj˧.maːt̚˥˩]，Banthaimat），其統治者為「披耶·拉差社提」（ 發音：[pʰra˦˥.jaː˧ raː˧.t͡ɕʰaː˧ seːt̚˨˩.tʰiː˩˩˦]，Phraya Rachasethi）；這是因為當時泰國人將河僊同附近的班迭密（ 發音：[ɓɑːn.tiəj.miəh]）混淆了；「披耶·拉差社提」之名來源於班迭密的高棉族長官頭銜「屋牙·列謝塞泰」（ 發音：[ʔuk.ɲaː riə.ˈciə seːt.ˈtʰəj]，Okna Reachea Setthi）。這個雙頭政治制度直到1771年暹羅入侵河僊之後才宣告終結。
鄚玖招攬華僑及越南流民，在他的經營下，河僊成為了一個繁華的港口。此後事實上發展成了一個割據政權。
當時柬埔寨孱弱，屢受鄰國欺淩。河僊也曾被暹羅入侵，鄚玖本人曾被暹羅軍隊擄去暹羅十數年，不得不對暹羅稱臣。後來鄚玖趁暹羅內亂，逃回河仙。為了尋求保護，鄚玖接受謀臣建議，轉而向越南的廣南國阮主稱臣。
永盛四年（1708年），鄚玖遣使到富春（今順化）覲見阮主阮福淍，被封為河仙鎮總兵，從此以後，鄚氏政權成為廣南國藩屬。阮主遙給木牌，一切事務聽任其自治。不過，鄚氏土司政權仍未放棄其與柬埔寨之間的聯繫，仍向柬埔寨朝廷進貢繳納稅收。1728年，鄚玖派遣劉衛官、黃集官前往日本，獲得江戶幕府頒發的信牌，自此得以與日本展開貿易。
永佑元年（1735年），鄚玖逝世，其子鄚天賜繼位。翌年，阮主冊封鄚天賜為河僊鎮都督。柬埔寨對於鄚氏土司向越南臣服甚為不滿，希望藉此機會收復河僊之地。根據越南的史料記載，柬埔寨軍隊在「匿盆」的率領下入侵河僊。鄚天賜夫婦親自督戰，奮力擊退了柬埔寨的進攻。此戰不見於柬埔寨史料記載，但被認為是河僊脫離柬埔寨的標誌性事件。
鄚天賜統治期間，建立官僚體系，擴充軍備，建立許多堡壘和商業街區。這一時期被視為河僊鎮歷史上的黃金時期。河僊成為湄公河三角洲的貿易中心；在西貢（胡志明市）和曼谷建城之前，河僊是暹羅灣最著名的港口。此時的鄚氏土司擁有很高的自治權。有些中越漢文史料將其政權認定為「國」，以河僊國、港口國、本底國、南港、伊代嗎、尹代嗎、昆大嗎等名稱稱之；另一些則認定其為越南阮主下轄的土司，如《清實錄》稱其統治者為河仙鎮目、河仙鎮土目或河仙鎮夷目。在1742年寫給日本江戶幕府的高棉文書信中，鄚天賜使用「柬埔寨國王」（ 發音：[riə.ˈciə kroŋ kɑːm.pu.ciə tʰɨp.ˈtəj]，Reachea Krong Kampucea Tiptei）的頭銜。對此，越南社會科學院宗教研究所的學者阮孟強則稱，鄚天賜與高棉人關係很密切，自稱高棉皇帝。此外，鄚天賜崇尚中國的儒家文化，學識淵博，擅長詩歌，不少中國和越南的儒學學者慕名來投，促進了河僊的文化發展。1757年，柬埔寨發生內亂，王子昂敦（烏迭二世）流亡河僊鎮，鄚天賜將其收為養子，並派兵送其歸國登上了王位。作為回報，昂敦將一些領土割讓給河僊鎮，授予鄚天賜「索多親王殿下」（ 發音：[nɑːʔ sɑm.ˈɗɑːc prĕəh sot.ˈtɗɑː]，Neak Preah Samdech Sotoat）的爵銜。
1767年，緬甸入侵暹羅，導致阿瑜陀耶王國滅亡。暹羅王泰沙的孫子昭最（เจ้าจุ้ย）逃往到河僊鎮，受到鄚天賜的庇護。鄭昭建立吞武里王國，成為新的暹羅王，要求鄚天賜交出昭最，遭到拒絕。清朝聽聞暹羅遭受入侵，派人出海探問其消息，在此期間，河僊鎮為清朝提供了不少關於暹羅的情報。據《清實錄》記載，鄭昭派遣使者前往清朝，請求冊封自己為暹羅國王；但鄚天賜（莫士麟）向乾隆帝揭發鄭昭是篡位者，因此乾隆帝嚴詞拒絕鄭昭的請求。景興三十年（1769年），鄚天賜派陳大力出兵暹羅，想要送昭最歸國繼位。清朝兩廣總督李侍堯認為鄚氏此舉是想「藉以居奇，从中圖事」。這次軍事行動沒有成功，反而使河僊兵食虛耗、民心騷動，此後又發生一系列的叛亂事件，使其元氣大傷。
在平定了暹羅各地內亂之後，鄭昭於景興三十三年（1772年）入侵河僊。鄚天賜戰敗，退守鎮江道（今芹苴市）。此後，鄭昭派華裔暹羅將領披耶·披披瓦提（陳聯）守河僊鎮，將鄚天賜子女帶回吞武里當人質。直到1773年，暹羅與阮主達成協議，鄭昭送還鄚天賜的子女，並讓暹羅軍隊撤離河僊鎮，鄚天賜得以返回河僊。根據《河仙鎮協鎮鄚氏家譜》記載，暹羅軍隊在撤離河僊之前拆毀了河僊城池。此戰以後，河僊鎮政權急劇走向衰敗。
鄚天賜恢復統治後不久，西山起義軍迅速推翻了廣南的阮主政權，誅殺了太上王阮福淳、新政王阮福暘等眾多阮氏宗室，阮主政權暫時宣告滅亡。隨後，西山軍在景興三十八年（1777年）佔領了河僊鎮。鄚天賜拒絕效忠於西山軍，於是流亡到了暹羅，被鄭昭授予「披耶·拉差社提·阮」（泰語： 發音：[pʰra˦˥.jaː˧ raː˧.t͡ɕʰaː˧ seːt̚˨˩.tʰiː˩˩˦ jua̯n˧]）這一暹羅的爵位。
不久後，幸運逃脫西山軍追捕的王子阮福映佔據嘉定（今胡志明市）及附近地區，舉起反西山軍的大旗。阮福映派人前去暹羅探訪鄚天賜消息，但鄭昭中了西山將領阮惠的計謀，將鄚天賜一家及一眾越南人殺害，其餘流放郊外。唯有鄚天賜幾個年幼的子孫被披耶甲叻洪 (波)（高羅歆卟）收留，暗中撫養長大。景興四十三年（1782年），鄭昭被推翻，拉瑪一世繼位，開創拉達那哥欣王國。拉瑪一世讓被流放的越南人返回，鄚天賜的後代亦獲准居住在曼谷。阮福映失國後，拉瑪一世派披耶·他沙達（พระยาทัศดา，撻齒多）佔領了河僊，邀請阮福映入暹羅避難。
景興四十六年（1785年），拉瑪一世派公摩鑾·貼帕里拉（昭曾）領兵送阮福映歸國復位，鄚天賜之子鄚子泩回到河僊，與披耶·他沙達一起領兵對抗西山軍。在瀝涔吹蔑之戰中，河僊是暹羅和西山朝拉鋸的戰場。暹羅戰敗後，鄚子泩派船接應阮福映，使其得以再度流亡暹羅。
景興四十八年（1787年），西山朝內亂，阮福映趁機收復河僊。在阮福映與西山軍對抗之時，鄚子泩被暹羅送回了河僊。中國學者戴可來認為，暹羅在這個時期將鄚子泩送回河僊，目的是將目的是要將河僊收為暹羅的附庸。不久鄚子泩去世。此後，河僊鎮由具有暹羅血統的將領吳魔（Ngo Ma）擔任代理總督。根據戴可來考證，此吳魔可能就是《河仙鎮協鎮鄚氏家譜》中提到的「通言阿摩」，1777年，鄭昭曾派他與高綿王子螉蟜一起邀請鄚天賜來暹羅避難。這說明此時的河僊受制於暹羅。
景興五十年（1789年），阮福映遣人出使暹羅，聲稱鄚子泩病逝、鄚氏後繼無人，要求送鄚天賜的孫輩回河僊襲職。暹羅二王瑪哈·索拉辛哈那把鄚子泩之侄鄚公柄送回越南，阮福映讓他擔任龍川留守。由於鄚公柄沒有出任河僊鎮守，引起暹羅的不滿，阮福映不得不讓鄚公柄回河僊。
景興五十三年（1792年），鄚公柄死，河僊鎮由暹羅官員陳亨、陳蘇父子管理，但陳亨父子不得民心。景興六十年（1799年），河僊鎮官員武世登前往暹羅控告陳亨父子。二王索拉辛哈那大怒，送鄚天賜的幼子鄚子添、侄兒鄚公榆回河僊，同時逮捕陳亨回國治罪。鄚子添前往嘉定拜見阮王，被阮福映任命為欽差統兵該奇。鄚子添在鄚公柄死後繼任河僊鎮守職務。嘉隆二年（1803年），嘉隆帝阮福映在嘉定府設立嘉定鎮，設立總鎮官，總掌邊和、藩安、定祥、永清四鎮的軍民事務，又以河仙鎮為附鎮，自此河仙隸屬於嘉定管轄。嘉隆四年（1805年），鄚子添陞任欽差掌奇。嘉隆六年（1807年），因鄚子添出使暹羅，由鄚公榆權領鎮務。戴可來認為鄚子添可能是以暹羅的附庸王侯身份，親自去曼谷弔唁三王阿努拉特韋。
嘉隆八年（1809年），鄚子添卒。此時阮朝統一越南已經接近十年，穩固了對國內的統治。於是嘉隆帝以鄚公榆獲罪為藉口將其逮捕，派遣吳依儼、黎進講前去接收了河僊鎮，將其變為越南的直轄領土。暹羅得知此事後，聲稱鄚天賜父子有大功，希望越南赦免鄚公榆之罪，讓其襲職。為了不激怒暹羅，吳依儼、黎進講二人的官職僅為「權領鎮事」，而不是鎮守或協鎮。嘉隆帝還聲稱鄚公栖、鄚公材二人年幼，讓二人蔭授該隊職銜，以守鄚祀，讓公栖等從鎮公務。暹羅默許了阮朝的行為。十年（1811年）春，召鄚公榆、鄚公材等人來順化，復其家五十人徭役。由於越南與暹羅與嘉隆十二年（1813年）在柬埔寨發生衝突，為利用鄚氏子孫的微妙地位，鄚公榆於嘉隆十五年（1816年）陞河僊協鎮，十七年（1818年）陞河僊鎮守。
明命十年（1829年），鄚公榆致仕。翌年，鄚公材被任命為河僊守管守。明命十三年（1832年）撤銷河僊鎮建制，廢除鎮守、協鎮等官職，改為河僊省。
明命十四年（1833年），黎文𠐤之亂爆發。鄚公榆之子鄚侯熺追隨黎文𠐤，河僊署撫范春碧暗中敦促鄚公榆、鄚公材二人將其擒拿收監。叛軍抵達河僊時，署撫范春碧、按察陳文琯已被回良、邊良二隊的叛軍殺害。鄚公榆、鄚公材及和他們的兒子鄚侯熺、鄚侯燿都接受了黎文𠐤任命的官職。黎文𠐤任命鄚公榆為鎮撫、其黨羽陳効忠為宣撫；鄚公材、鄚侯燿則被任命為統領，奉命與回良、北順十餘人守城。應黎文𠐤的要求，鄚公榆派熟悉暹羅語的阮文緡前往藩安接受調遣。阮朝官軍收復永隆、定祥二省後，官軍以阮文緡作為中間人向鄚公榆送出密信，要求其斬殺回良、邊良、北順等犯投誠。然而鄚公榆一家接受黎文𠐤官職之事被發覺，明命帝命令將他們逮捕送往順化審問。鄚公榆、鄚公材旋即病死，鄚侯熺、鄚侯燿被押往順化，囚於京師大獄中。不久明命帝釋放鄚侯燿，派他去偵探暹羅消息，但他久不返回。又放鄚侯熺前往乂安上道偵探，但他沒有到達就返回了，最後瘐死乂安獄中。
嗣德元年（1848年），嗣德帝蔭授鄚天賜的曾孫鄚文烽為隊長，使之奉鄚天賜的祭祀。

## 沿革
永盛四年（1708年），始置河僊鎮，由鄚氏土司世襲統治。
景興三十三年（1772年），被暹羅侵佔。三十四年（1773年），暹羅撤軍並交還河僊鎮。
景興三十八年（1777年），西山軍佔領河僊鎮。
景興四十八年（1787年），西山朝內亂，阮福映趁機收復河僊。次年（1788年），阮朝將堅江道、龍川道劃歸永鎮營管轄。
嘉隆元年（1802年），阮福映統一越南，建立阮朝，改嘉定府為嘉定鎮，節制諸營，同時遙領河仙鎮。嘉隆七年（1808年），嘉定鎮升格為嘉定城，諸營升格為鎮，河仙鎮與其他四鎮均屬嘉定城管轄。嘉隆九年（1810年），永清鎮堅江道、龍川道並堅江縣、龍川縣重新劃歸河仙鎮管轄。
明命六年（1825年），河仙鎮廢除堅江道、龍川道2道，而增設堅江縣、龍川縣2縣知縣，並以河仙鎮直轄村社設河仙縣，同時設安邊府，3縣均屬安邊府管轄。
明命十三年（1832年），明命帝分設承天府以南省轄，改河仙鎮為河僊省，廢除鎮守、協鎮等官職，設置巡撫、按察使等職務。

## 行政區劃
明命十三年（1832年）分設省轄前，河仙鎮下轄1府3縣。
- 安邊府：河仙縣、堅江縣、龍川縣

## 歷任河仙鎮統治者
| 姓名           | 越南文國語字 | 官爵                           | 在任            | 註釋                                                                        |
| -------------- | ------------ | ------------------------------ | --------------- | --------------------------------------------------------------------------- |
| 鄚玖           |              | 河僊鎮總兵、玖玉侯             | 約1708年—1735年 | 同時持有柬埔寨爵位「屋牙」（ឧកញ៉ា）                                              |
| 鄚天賜         |              | 河僊鎮都督、琮德侯             | 1735年—1771年   | 鄚玖之子 同時擁有柬埔寨爵位「索多親王」（អ្នកសម្ដចព្រះសុទត្ដ） 及暹羅爵位「披耶·拉差社提」（พระยาราชาเศรษฐี） |
| 陳聯           |              |                                | 1771年—1773年   | 暹羅任命的總督                                                              |
| 鄚天賜         |              | 河僊鎮都督、琮德侯             | 1773年—1777年   |                                                                             |
| 鄚子泩         |              | 參將、河僊留守、理政侯         | 1784年—1788年   | 鄚天賜之子 同時持有暹羅爵位「披耶·拉差社提」（พระยาราชาเศรษฐี）                            |
| 吳魔           |              |                                | 1788年—1789年   | 暹羅任命的代理總督                                                          |
| 鄚公柄         |              | 龍川留守、柄正侯               | 1789年—1792年   | 鄚子泩之侄                                                                  |
| 陳亨、陳蘇     |              |                                | 1792年—1800年   | 暹羅任命的代理總督                                                          |
| 鄚子添         |              | 欽差統兵掌奇、河僊鎮守、添祿侯 | 1800年—1809年   | 鄚子泩之弟                                                                  |
| 吳依儼、黎進講 |              |                                | 1809年—1818年   | 權領鎮事                                                                    |
| 鄚公榆         |              | 河僊鎮守、榆成侯               | 1818年—1829年   | 鄚子泩、鄚子添之侄 1816年任河仙鎮協鎮 1818年昇鎮守 1829年致仕               |
| 鄚公材         |              | 河僊守管守                     | 1830年—1832年   | 鄚公榆弟 1832年廢除官職                                                     |